# Погост (Хаврогорское сельское поселение, Верхние Хаврогоры)
Погост — деревня в Холмогорском районе Архангельской области.

## География
Находится в центральной части Архангельской области на расстоянии приблизительно 90 км на юг-юго-восток по прямой от районного центра села Холмогоры на правобережье реки Северная Двина.

## История
В 1869 году здесь была построена деревянная Михайловская церковь. В 1905 году здесь (тогда деревня Холмогорского уезда Архангельской губернии) было учтено 20 дворов, в то время она делилась на Савинскую и Пескогорскую. До 2022 года входила в Хаврогорское сельское поселение  до его упразднения. Деревня входит в куст деревень с общим названием Верхние Хаврогоры.

## Население
Численность населения: 83 человека (1905 год), 2 (русские 50 %, поляки 50 %) в 2002 году, 0 в 2010.